# Lista jocurilor video Wario
Această listă conține o enumerare a jocurilor video Wario.
| Titlu                              | Sistem            | An lansare | Japonia | Statele Unite ale Americii | Uniunea Europeană |
| ---------------------------------- | ----------------- | ---------- | ------- | -------------------------- | ----------------- |
| Wario Land: Super Mario Land 3     | Game Boy          | 1994       | DA      | DA                         | DA                |
| Wario Blast: Featuring Bomberman!  | Game Boy          | 1994       | DA      | DA                         | NU                |
| Virtual Boy Wario Land             | Virtual Boy       | 1995       | DA      | DA                         | NU                |
| Wario Land II                      | Game Boy          | 1998       | DA      | DA                         | DA                |
| Wario Land II                      | Game Boy Color    | 1999       | DA      | DA                         | DA                |
| Wario Land 3                       | Game Boy Color    | 2000       | DA      | DA                         | DA                |
| Wario Land 4                       | Game Boy Advance  | 2001       | DA      | DA                         | DA                |
| Wario World                        | Nintendo GameCube | 2003       | DA      | DA                         | DA                |
| WarioWare, Inc.: Mega Microgame$!  | Game Boy Advance  | 2003       | DA      | DA                         | DA                |
| WarioWare, Inc.: Mega Party Game$! | Nintendo GameCube | 2003       | DA      | DA                         | DA                |
| WarioWare: Twisted!                | Game Boy Advance  | 2004       | DA      | DA                         | DA                |
| WarioWare: Touched!                | Nintendo DS       | 2004       | DA      | DA                         | DA                |
| WarioWare: Smooth Moves            | Wii               | 2007       | DA      | DA                         | DA                |
| Wario: Master of Disguise          | Nintendo DS       | 2007       | DA      | DA                         | -                 |